# Now & Forever - Best of Xandria
Now & Forever - Best of Xandria è una compilation del gruppo musicale tedesco Xandria, pubblicata nel 2008 dalla Drakkar Records.

## Tracce
1. Now & Forever – 3:20
2. Ravenheart – 3:45
3. Kill the Sun – 3:23
4. In Love with the Darkness – 3:49
5. Eversleeping – 3:39
6. Only for the Stars in Your Eyes – 3:17
7. The End of Every Story – 4:54
8. The Lioness – 4:46
9. India – 5:17
10. Save My Life – 3:56
11. Ginger – 4:56
12. Firestorm – 4:50
13. Some Like It Cold – 3:54
14. Black Flame – 3:29
15. Like a Rose on the Grave of Love – 4:25
16. Sisters of the Light – 3:37
17. Mermaids (Child Of The Blue) – 3:44
18. Drown in Me – 3:13
19. One Word – 3:36
20. Lullaby – 2:43